# Fissió espontània
La fissió espontània (FE, o SF, de l'anglès spontaneous fission) és una forma de desintegració radioactiva característica d'isòtops pesats.
Teòricament pot produir-se per tots els nuclis atòmics que la seva massa és superior a 100 uma, és a dir, una mica més pesats que el ruteni. No obstant això, en la pràctica, la fissió espontània s'observa únicament en àtoms atòmics que la massa és superior a 230 uma, és a dir a partir del tori. Els elements més susceptibles de sofrir fissió espontània són els actínids més massius, com el mendelevi i el lawrenci, així com els elements transurànids com el rutherfordi. Matemàticament, el criteri que determina si una fissió espontània pot produir-se és el següent:
{\displaystyle {\hbox{Z}}^{2}/{\hbox{A}}\geq 47}
On Z és el nombre atòmic i A és el nombre màssic (per exemple, Z = 92 i A = 235 per al {\displaystyle _{92}^{235}U}).
En el cas de l'urani i del tori, la fissió espontània pot produir-se però solament per a una fracció molt petita de les desintegracions radioactives, i sovint és menyspreable excepte per a la representació d'un esquema de desintegració amb l'objectiu d'obtenir una descripció exacta de l'activitat d'una mostra que conté aquests elements.
Com el seu nom indica, la fissió espontània posseeix exactament el mateix procés de desintegració que la fissió nuclear, tret que aquesta es produeix sense que el nucli atòmic sigui aconseguit mitjançant la col·lisió d'un neutró o d'una altra partícula. La fissió espontània pot produir-se sense la intervenció de cap neutró exterior gràcies al fet que el nucli atòmic assoleix la seva massa crítica, a partir de la qual pot començar una reacció en cadena.
Els radioisòtops en què la desintegració nuclear per fissió espontània no és menyspreable poden ser utilitzats com a font d'emissió de neutrons. El californi 252 (vida mitjana de 2,64 anys, ràtio de fissió espontània del 3,09%) és sovint utilitzat per a aquest ús. Els neutrons produïts així poden llavors ser utilitzats en aplicacions com la cerca d'explosius en les comprovacions d'equipatges en aeroports, la mesura de la humitat de sòls per a la construcció de carreteres o en pedreres de construcció o la mesura de la humitat de materials emmagatzemats en sitges.
Mentre la fissió espontània produeixi una reducció negligible del nombre de nuclis que poden patir-la, el procés es pot aproximar per un procés de Poisson. En aquesta situació, per a intervals de temps molt curts la probabilitat que es produeixi un succés de fissió espontània és proporcional a la durada de l'interval.
La mesura de defectes cristal·lins causats pels successos de fissió espontània de l'urani 235 o l'urani 238 són la base del mètode de datació absoluta.

## Taxa de fissió espontània
Taxa de fissió espontània:
| Nucli (—) | Vida mitjana (anys) | Probabilitat de fissió per desintegració (%) | Neutrons per a fissió | Neutrons per a (g · s) |
| --------- | ------------------- | -------------------------------------------- | --------------------- | ---------------------- |
| 235U      | 7,04 × 108          | 2,0 × 10-7 %                                 | 1,86                  | 3,00 × 10-4            |
| 238U      | 4,47 × 10⁹          | 5,4 × 10-5 %                                 | 2,07                  | 1,36 × 10-2            |
| 239Pu     | 2,41 × 104          | 4,4 × 10-10 %                                | 2,16                  | 2,20 × 10-2            |
| 240Pu     | 6,58 × 10³          | 5,0 × 10-6 %                                 | 2,21                  | 9,20 × 10²             |
| 252Cf     | 2,64                | 3,09 %                                       | 3,73                  | 2,30 × 1012            |

A la pràctica, el plutoni 239 conté sempre una certa quantitat de plutoni 240 a causa de l'absorció de neutrons dins dels reactors durant la seva producció; la taxa elevada de fissió espontània que genera el plutoni 240 el converteixen en un contaminant no desitjat per al plutoni de qualitat militar, el qual és obtingut en reactors especials que permeten conservar una quantitat de plutoni 240 inferior al 7%.
Pel que fa a bombes atòmiques per inserció, la massa crítica ha de ser obtinguda en menys d'un mil·lisegon, durada en la qual els successos de fissió han de ser petits. En aquest tipus de bombes l'únic material de fissió utilitzable és l'urani 235.